# Iowa Army National Guard
La Iowa Army National Guard è una componente della Riserva militare della Iowa National Guard, inquadrata sotto la U.S. National Guard. Il suo quartier generale è situato presso la città di Johnston.

## Organizzazione
Attualmente, al 2024, sono attivi i seguenti reparti :

### Joint Forces Headquarters
- JFHQ, Army Element - Camp Dodge
- Recruiting and Retention Battalion (-) - Camp Dodge
  - Recruit Sustainment Program Company B - Waterloo
  - Recruit Sustainment Program Company C - Iowa City
  - Recruit Sustainment Program Company D - Council Bluff
  - Recruit Sustainment Program Company E - Storm Lake
  - Recruit Sustainment Program Company F - Davenport
- 71st Civil Support Team (WMD) - Camp Dodge

### 2nd Infantry Brigade Combat Team, 34th Infantry Division
- Headquarters & Headquarters Company - Boone
- 1st Battalion, 168th Infantry Regiment
  -  Headquarters & Headquarters Company - Council Bluff
  -  Company A (-) - Carroll
    - Detachment 1 - Boone

  -  Company B (-) - Shenandoah
    - Detachment 1 - Camp Dodge

  -  Company C - Camp Dodge
  -  Company D (Weapons) - Denison
- 1st Battalion, 133rd Infantry Regiment
  -  Headquarters & Headquarters Company (-) - Waterloo
    - Detachment 1 - Charles City

  -  Company A - Dubuque
  -  Company B - Iowa City
  -  Company C (-) - Iowa Falls
    - Detachment 1 - Oelwein

  -  Company D (Weapons) - Dubuque
- 2st Battalion, 135th Infantry Regiment - Minnesota Army National Guard
- 1st Squadron, 113rd Cavalry Regiment
  -  Headquarters & Headquarters Troop - Sioux City
  -  Troop A - Camp Dodge
  -  Troop B - Camp Dodge
  -  Troop C - Le Mars
- 1st Battalion, 194th Field Artillery Regiment
  -  Headquarters & Headquarters Battery (-) - Fort Dodge
    - Detachment 1 - Spencer
    - Detachment 2 - Charles City
    - Detachment 3 - Minnesota Army National Guard
    - Detachment 4 - Camp Dodge

  -  Battery A (-) - Estherville
    - Detachment 1 - Algona

  -  Battery B - Camp Dodge
  - Battery C - Minnesota Army National Guard
- 224th Brigade Engineer Battalion
  -  Headquarters & Headquarters Company - Cedar Rapids
  -  Company A (-) - Mount Pleasant
    - Detachment 1 - Keokuk

  -  Company B - Davenport
  -  Company C (Signal) - Cedar Rapids
  - CBRN Platoon - Mount Pleasant
  -  Company D (-) (Military Intelligence) - Camp Dodge
    - Detachment 1 (TUAS) - Boone - Equipaggiato con 4 RQ-7B Shadow
- 334th Brigade Support Battalion
  -  Headquarters & Headquarters Company - Camp Dodge
  -  Company A (-) (DISTRO) - Camp Dodge
    - Detachment 1 - Cedar Rapids

  -  Company B (Maint) - Cedar Rapids
  -  Company C (MED) - Camp Dodge
  -  Company D (Forward Support) (Aggregata al 1st Squadron, 113rd Cavalry Regiment) - Sioux City
  -  Company E (Forward Support) (Aggregata al 224th Brigade Engineer Battalion) - Cedar Rapids
  -  Company F (-) (Forward Support) (Aggregata al 1st Battalion, 194th Field Artillery Regiment) - Storm Lake
    - Detachment 1 - Spencer

  -  Company G - (Forward Support) (Aggregata al 1st Battalion, 133rd Infantry Regiment) - Waterloo
  -  Company H - (Forward Support) (Aggregata al 1st Battalion, 168th Infantry Regiment) - Red Oak
  - Company I - (Forward Support) - Minnesota Army National Guard

### 67th Troop Command
- Headquarters & Headquarters Company - Iowa City
- 34th Army Band - Fairfield
- 109th Medical Battalion
  - Headquarters & Headquarters Detachment - Iowa City
  -  209th Area Support Medical Company - Iowa City
  -  134th Medical Company (Ground Ambulance) - Camp Dodge
  -  294th Area Support Medical Company - Washington
- 832nd Engineer Company (Mobile Augmentation) (-) - Mount Pleasant
  - Detachment 1 - Keokuk
- Aviation Support Facility #1 - Boone Municipal Airport
- Aviation Support Facility #2 - Waterloo Regional Airport
- Aviation Support Facility #3 - Davenport Municipal Airport
- Company C, 2nd Battalion, 147th Aviation Regiment (Assault Helicopter) - Boone MAP - Equipaggiato con 9 UH-60M 
  - Detachment 2, HHC, 2nd Battalion, 147th Aviation Regiment (Assault Helicopter) - Boone MAP
  - Detachment 2, Company D, 2nd Battalion, 147th Aviation Regiment (Assault Helicopter) - Boone MAP
  - Detachment 2, Company E, 2nd Battalion, 147th Aviation Regiment (Assault Helicopter) - Boone MAP
- Company B (-), 1st Battalion, 171st Aviation Regiment (General Support) - Davenport MAP- Equipaggiato con 6 CH-47F 
  - Detachment 1, HHC, 1st Battalion, 171st Aviation Regiment (General Support) - Davenport MAP
  - Detachment 1, Company D, 1st Battalion, 171st Aviation Regiment (General Support) - Davenport MAP
  - Detachment 1, Company E, 1st Battalion, 171st Aviation Regiment (General Support) - Davenport MAP
- Detachment 1, Company C (MEDEVAC), 2nd Battalion, 211th Aviation Regiment (General Support) - Waterloo RAP - Equipaggiato con 6 UH-60 
  - Detachment 3, HHC, 2nd Battalion, 211th Aviation Regiment (General Support) - Waterloo RAP
  - Detachment 3, Company D, 2nd Battalion, 211th Aviation Regiment (General Support) - Waterloo RAP
  - Detachment 3, Company E, 2nd Battalion, 211th Aviation Regiment (General Support) - Waterloo RAP
- Detachment 1, Company A, 1st Battalion, 376th Aviation Regiment (Security & Support) - Waterloo RAP - Equipaggiato con 2 UH-72A
- Detachment 2, Company A, 1st Battalion, 376th Aviation Regiment (Security & Support) - Davenport MAP - Equipaggiato con 2 UH-72A
- Detachment 6, Company B, 2nd Battalion, 641st Aviation Regiment (Fixed Wing) - Des Moines JAB- Equipaggiato con 1 C-12U , Detachment 34, Operational Support Airlift Command
- 248th Aviation Support Battalion
  -  Headquarters Support Company (-) - Davenport MAP
    - Detachment 1 - Boone MAP

  -  Company A (-) (DISTRO) - Waterloo RAP
    - Detachment 1 - Muscatine

  -  Company B (-) (AVIM) - Boone MAP
    - Detachment 1 - Wisconsin Army National Guard
    - Detachment 2 - Virginia Army National Guard
    - Detachment 3 - Waterloo RAP
    - Detachment 4 - Davenport MAP
    - Detachment 5 - Tennessee Army National Guard

  - Company C (Signal) - Maryland Army National Guard

### 671st Troop Command
- Headquarters & Headquarters Company - Camp Dodge
- 233rd JAG Team - Camp Dodge
- 135th Mobile Public Affairs Detachment - Camp Dodge

### 734th Regional Support Group
- Headquarters & Headquarters Company - Camp Dodge
- 3655th Maintenance Company (-) - Camp - Camp Dodge
- 186th Military Police Company - Camp Dodge
- Information Operations Field Support Team - Camp Dodge
- 185th Combat Sustainment Support Battalion
  -  Headquarters & Headquarters Company - Camp Dodge
  -  3655th Maintenance Company (-) - Camp Dodge
    - Detachment 1 - Cedar Rapids
- 1034th Combat Sustainment Support Battalion
  -  Headquarters & Headquarters Company - Camp Dodge
  -  Company A, 1347th Division Sustainment Support Battalion (1034th Composite Support Company) (-) - Fairfield
    - Detachment 1 - Dubuque
    - Detachment 2 - Clinton

  -  Company B, 1347th Division Sustainment Support Battalion (3654th Support Maintenance Company) (-) - Knoxville
    - Detachment 1 - Oskaloosa

  -  831st Engineer Company (Horizontal Construction) (-) - Middletown
    - Detachment 1 - Camp Dodge

  -  1133rd Transportation Company (Medium Truck, Cargo) (-) - Mason City
    - Detachment 1 - Iowa City

  -  833rd Engineer Company (Sapper) - Ottumwa
  -  1168th Transportation Company (Medium Truck, Cargo) (-) - Perry
    - Detachment 1 - Marshalltown
    - Detachment 2 - Audubon

  -  2168th Transportation Company (Medium Truck, Cargo) (-) - Sheldon
    - Detachment 1 - Sioux City